# Auguste Souchon
Pour les articles homonymes, voir Souchon.
Auguste Souchon, né le 1er janvier 1866 au Puy-en-Velay (Haute-Loire) et mort le 30 juillet 1922 à Paris, est un universitaire et économiste français.

## Biographie
Né le 1er janvier 1866, Auguste Souchon devient, après des études à Nancy puis à Paris, docteur en droit en 1889. Devenu professeur de droit de 1893 à 1898 à la faculté de Lyon, il devient à partir de 1898 chargé du cours général d’économie politique puis du cours d’économie et législation rurales à la faculté de droit de Paris, avant d'en devenir l'un des professeurs titulaires en 1902 puis le doyen en 1922. 
Il est élu en 1919 au septième fauteuil de l'Académie des sciences morales et politiques. Il meurt le 30 juillet 1922 à Paris des suites d'une opération chirurgicale.

## Distinctions
- Chevalier de la Légion d'honneur (1920)[5]

### Sources
- Joseph Hitier, Auguste Souchon : notice lue à la Faculté de droit le 14 décembre 1922, Paris : Presses universitaires de France, 1922, 23 p.
- Henri Truchy, « Notice sur la vie et les travaux d'Auguste Souchon » in Publications de l’Institut de France, 1925, n° 7.